# Radňovice
Radňovice (en allemand : Radniowitz) est une commune du district de Žďár nad Sázavou, dans la région de Vysočina, en République tchèque. Sa population s'élevait à 319 habitants en 2020.

## Géographie
Radňovice se trouve à 3 km à l'ouest du centre de Nové Město na Moravě, à 7 km à l'est de Žďár nad Sázavou, à 37 km au nord-est de Jihlava et à 130 km au sud-est de Prague.
La commune est limitée par Nové Město na Moravě au nord, à l'est, au sud et au sud-ouest, et par Lhotka au nord-ouest.

## Histoire
La première mention écrite de la localité date de 1269.

## Transports
Par la route, Radňovice se trouve à 4 km de Nové Město na Moravě, à 7 km de Žďár nad Sázavou, à 44 km de Jihlava et à 164 km de Prague.